# بنینگتون (نبراسکا)
بنینگتون(به انگلیسی: Bennington) شهری در ایالت نبراسکا کشور ایالات متحده آمریکا است که جمعیت آن در سرشماری سال ۲۰۱۰ میلادی، ۱٬۴۵۸ نفر بوده‌است.